# BundesTux
BundesTux (от Bundestag — немецкий парламент и Tux — имя пингвина, символа Linux, ядра операционной системы) — проект перехода немецкого парламента на свободное программное обеспечение, начатый в 2001 году. С ним связывают другие идеи перехода на свободное ПО в Германии.
На тот момент около 5000 компьютеров немецкого парламента использовали ОС Windows NT 4.0, поддержка которой прекращалась в 2003 году, что заставляло менять ОС. Для большинства задач использовались решения Microsoft.
Свободное ПО поддерживала Социал-демократическая партия Германии, умеренно прагматичную позицию занимала Свободная демократическая партия Германии.
Согласно обращению инициативной группы, направленностью проекта была поддержка экономического соревнования, творческого потенциала, безопасности открытого рынка и подчеркивания демократических аспектов немецкого общества. Техническая же сторона связана с лучшей безопасностью, эффективностью использования средств и гибкостью свободного программного обеспечения.
Члены образовавшегося парламентского комитета встречались с представителями разных производителей ОС и прикладных программ с целью оценить текущее состояние вещей. Вопросом был выбор между Linux и Windows 2000. В течение двух месяцев было собрано более 27000 подписей под обращением за использование свободного ПО в немецком парламенте. Проходили дискуссии — одни парламентарии предлагали полный переход на свободное ПО, другие утверждали, что ПО нельзя выбирать только из политических соображений.
Microsoft делала встречные шаги, развернув кампанию дискредитации Linux и пообещав предоставить исходные тексты своих программ (но не исполнив обещания).
Немецкая компания Infora провела сравнительную оценку пяти разных конфигураций. В серверной категории выиграла Linux благодаря низкой себестоимости и серьёзным проблемам безопасности почтового сервера Microsoft Exchange. Решение оставить всё «как есть» заняло третье место из пяти, полный переход на свободное ПО — последнее. Infora рекомендовала только частичный переход на свободное ПО, считая, что для остальных задач свободное ПО недостаточно соответствует требованиям парламента.
Параллельное исследование провели администраторы Бундестага, произведя сравнение конфигурации «сервер Windows 2000 + клиент Windows XP» с конфигурацией «сервер SuSE 7.2 + клиент SuSE 7.3». В этом исследовании свободное ПО было признано вполне соответствующим поставленным требованиям, но для пользователей более удобным признали Windows из-за недостаточной поддержки привычных пользователям технологий Cut-and-Paste и Drag-and-Drop между программами в Linux. Отмечена была также более трудная настройка Linux.
В результате в 2002 году было принято решение. Сервера были переведены на Linux, а клиенты — на Windows XP с MS Office XP. Перевод свыше 100 серверов на Linux (Suse Professional 9.2) длился с 2003 по 2005 год, и был успешным.
Следующими задачами объявлено освобождение от закрытых форматов документов и протоколов, открыт сайт BundesTux по пропаганде свободного ПО.